# Newbattle Abbey
Newbattle Abbey ist eine ehemalige Zisterzienserabtei in Schottland. Das Kloster liegt in der Grafschaft Midlothian in der Nähe des Dorfs Newbattle.

## Geschichte
Das Kloster wurde im Jahr 1140 vom schottischen König David I. gestiftet und war eine Tochtergründung von Melrose Abbey, das wiederum ein Tochterkloster der Primarabtei Clairvaux war. Die Kirche wurde im Jahr 1234 geweiht. Die Abtei wurde von königlich-englischen Truppen in den Jahren 1385 und 1544 in Brand gesetzt. 1587 wurde sie in ein weltliches Herrengut des letzten Kommendatarabts Mark Kerr umgewandelt. Im Keller des Herrenhauses sind Reste der Abteigebäude erhalten.